# Allium tel-avivense
Allium tel-avivense är en amaryllisväxtart som beskrevs av Alexander Eig. Allium tel-avivense ingår i släktet lökar, och familjen amaryllisväxter. Inga underarter finns listade i Catalogue of Life.